# Pavel Lisý
Pavel Lisý (7. dubna 1912 Hostomice – 11. dubna 1990 Praha) byl český malíř.

## Život
Narodil se v Hostomicích 7. dubna 1912 v rodině zahradníka jako dvanácté dítě. Do obecné a měšťanské školy chodil v Hostomicích. Po ukončení základní školní docházky se musel kvůli špatné sociální situaci rodiny vyučit u místního holiče. Později ale odešel do Prahy, kde začal při zaměstnání studovat na škole dekorativních umění.
Pavel Lisý zemřel v Praze roku 1990. Na památku a pro inspiraci dalším byla v jeho rodných Hostomicích jeho jménem pokřtěna základní škola.

## Dílo
Od r. 1954 spolupracoval s časopisem Čs. rozhlas, kde za 15 let ve sloupci Výročí týdne uveřejnil cyklus 900 portrétních kreseb vesměs literárních osobností. 20 let pracoval na 12svazkovém Naučném slovníku zemědělském se 175 barevnými tabulemi a 2 500 akvarelovými ilustracemi. Pro redakci Večerní Prahy pracoval na kresbách celkem 180 pražských domovních znamení. Pro nakladatelství Panorama dodával vhodné pražské motivy k vydávání barevných pohlednic.

### Výstavy
Samostatně vystavoval v Praze, Hořovicích, Mladé Boleslavi a jinde. V zahraničí vystavoval v Německu, Polsku, Indii, Turecku, Bulharsku.
- 1972 – Praha, malby pražských domovních znamení
- 1988 – Praha, malby pražských domovních znamení